# 鈴木恂
鈴木 恂（すずき まこと、1935年4月28日 - ）は、日本の建築家。AMSアトリエ主宰。早稲田大学名誉教授。

## 来歴
北海道生まれ。1959年早稲田大学理工学部建築学科卒業。1962年早稲田大学大学院理工学研究科修士課程修了。早大で吉阪隆正に師事。U研究室を経て、1964年に鈴木恂建築研究所設立。1980年から2006年まで早稲田大学教授。2001年から2004年まで早稲田大学芸術学校校長を歴任。
代表作に、恵比寿 STUDIO EBIS、GAギャラリー、GOH7611、龍谷寺妙光堂、雲洞庵仏舎利堂、千駄ヶ谷 マニン・ビル、早稲田大学理工学総合研究センター・研究棟(55号館)、桂離宮図、二川幸夫邸、宍戸錠邸 JOH（焼失）、KAH、高輪に建つ住宅 NAH。ハイテク・リサーチ・センターは、古谷誠章らと。
出版物に『メキシコ・スケッチ』『建築巡礼 光の街路』（丸善）、『建築家の住宅論 鈴木恂』（鹿島出版会）、写真集『回廊 KAIRO』（中央公論美術出版）、『天幕 TENT MAKU』（2008、AMSedit）、『木の民家 ヨーロッパ』（ADA） など。

## 作品
| 名称                                                       | 年                 | 所在地           | 状態       | 備考 |
| ---------------------------------------------------------- | ------------------ | ---------------- | ---------- | ---- |
| CHH6410（智有趾(数佐邸))                                   | 1965年（昭和40年） | 広島県広島市     |            |      |
| TUH6512（津田邸）                                          | 1965年（昭和40年） | 神奈川県鎌倉市   |            |      |
| JOH6504（宍戸邸）                                          | 1966年（昭和41年） | 東京都世田谷区   | 2013年焼失 |      |
| NAH6601（長尾邸）                                          | 1967年（昭和42年） | 東京都港区       |            |      |
| KAU6606（石亀邸）                                          | 1967年（昭和42年） | 神奈川県横浜市   | 現存せず   |      |
| GAU6812（細谷邸）                                          | 1969年（昭和44年） | 東京都世田谷区   |            |      |
| EWX6906（万国博基幹施設大噴水）                            | 1970年（昭和45年） | 大阪府吹田市     |            |      |
| KIH7004（高橋邸）                                          | 1970年（昭和45年） | 東京都町田市     |            |      |
| YAH6912（山野邸）                                          | 1970年（昭和45年） | 兵庫県姫路市     |            |      |
| CHLAI6904 (千葉県子どもの国、産業観光センター）            | 1971年（昭和46年） | 千葉県市原市     |            |      |
| CHLAII6904 (千葉県子どもの国、児童交通教育センター）       | 1971年（昭和46年） | 千葉県市原市     |            |      |
| CHLAIII6904 (千葉県子どもの国、温室）                      | 1971年（昭和46年） | 千葉県市原市     |            |      |
| IMH7011（今井邸）                                          | 1971年（昭和46年） | 東京都杉並区     |            |      |
| QOH7006（大橋邸）                                          | 1971年（昭和46年） | 東京都世田谷区   |            |      |
| MOH7007（森山邸）                                          | 1971年（昭和46年） | 東京都大田区     |            |      |
| MOF7110（望月印刷第三工場）                                | 1972年（昭和47年） | 東京都墨田区     |            |      |
| FUB7201（FUビル）                                          | 1972年（昭和47年） | 東京都渋谷区     |            |      |
| MIC7204（南後谷診療所）                                    | 1973年（昭和48年） | 埼玉県八潮市     |            |      |
| MAH7307（真住邸）                                          | 1974年（昭和49年） | 千葉県銚子市     |            |      |
| SIH7311（嶋村邸）                                          | 1974年（昭和49年） | 東京都世田谷区   |            |      |
| ENH7510（遠藤邸）                                          | 1976年（昭和51年） | 千葉県           |            |      |
| GEH7604（長汐邸）                                          | 1976年（昭和51年） | 北海道江別市     |            |      |
| GOH7611(剛邸）                                             | 1977年（昭和52年） | 千葉県習志野市   |            |      |
| UNM7609（雲洞堂仏舎利堂）                                  | 1978年（昭和53年） | 新潟県南魚沼市   |            |      |
| HAH7710（白鳥邸）                                          | 1979年（昭和54年） | 千葉県習志野市   |            |      |
| RYM7802（龍谷寺妙光堂）                                    | 1979年（昭和54年） | 新潟県南魚沼市   |            |      |
| MOHO7812（望月邸集合住宅）                                 | 1979年（昭和54年） | 東京都新宿区     |            |      |
| DEH7907（菊池邸）                                          | 1980年（昭和55年） | 東京都町田市     |            |      |
| EBS8012（スタジオ・エビス）                                | 1981年（昭和56年） | 東京都渋谷区     |            |      |
| ATL8110（AMSアトリエ）                                     | 1982年（昭和57年） | 東京都渋谷区     |            |      |
| GAG8106（GAギャラリー）                                    | 1983年（昭和58年） | 東京都渋谷区     |            |      |
| PEB8409（パーソンズ・ビル）                                | 1985年（昭和60年） | 東京都渋谷区     |            |      |
| UEH8707（UE邸）                                            | 1985年（昭和60年） | 兵庫県芦屋市     |            |      |
| PEH8501（岩崎邸）                                          | 1985年（昭和60年） | 東京都渋谷区     |            |      |
| FUH8410（FU邸）                                            | 1986年（昭和61年） | 神奈川県川崎市   |            |      |
| MAB8601（マニン・ビル）                                    | 1987年（昭和62年） | 東京都渋谷区     | 現存せず   |      |
| KOH8608（小杉邸）                                          | 1987年（昭和62年） | 神奈川県横浜市   |            |      |
| KIB8703（金属プレス健保会館）                              | 1988年（昭和63年） | 東京都墨田区     |            |      |
| MICA8906 (三春町立中郷コミュニティースクール)              | 1990年（平成2年）  | 福島県三春町     |            |      |
| PEV9003 (パーソンズ・ギャラリー)                           | 1991年（平成3年）  | 静岡県伊東市     |            |      |
| OMI9012 (大宮市総合研修センター)                           | 1992年（平成4年）  | 埼玉県さいたま市 |            |      |
| WACAI9102 (早稲田大学理工学総合センター・研究棟(55号館))   | 1993年（平成5年）  | 東京都新宿区     |            |      |
| WACAII9006 (早稲田大学大久保キャンパス学生ラウンジ）       | 1994年（平成6年）  | 東京都新宿区     |            |      |
| TOKO9503（都幾川村体育文化センター）                       | 1997年（平成9年）  | 埼玉県ときがわ町 |            |      |
| KUCA9510 (東京家政大学教育会館・小講堂・８号館）           | 1997年（平成9年）  | 東京都板橋区     |            |      |
| WACAIII9809 (早稲田大学大久保キャンパス新研究棟 (62号E館)) | 1997年（平成9年）  | 東京都新宿区     |            |      |
| WACAIII9809 (早稲田大学大久保キャンパス新研究棟 (62号W館)) | 1999年（平成11年） | 東京都新宿区     |            |      |
| CHM0003（杉原千畝顕彰碑）                                  | 2000年（平成12年） | 岐阜県八百津町   |            |      |
| URH9907（浦和の家）                                        | 2000年（平成12年） | 埼玉県さいたま市 |            |      |
| TAHO0312（LiF集合住宅）                                    | 2004年（平成16年） | 愛知県名古屋市   |            |      |
| ONL0211（大貫アトリエ）                                    | 2005年（平成17年） | 東京都           |            |      |
| KOV0904 (小杉山荘）                                        | 2010年（平成22年） | 山梨県北杜市     |            |      |
| GLH1209 （グラスハウス）                                   | 2013年（平成25年） | 東京都港区       |            |      |
| TAV1307（高橋山荘）                                        | 2014年（平成22年） | 神奈川県湯河原市 |            |      |